# G.E.M. I AM GLORIA 世界巡回演唱會
G.E.M. I AM GLORIA 世界巡回演唱會是香港女歌手鄧紫棋第四次個人大型巡回演唱會，於2023年12月7日在廣東奧林匹克體育中心體育場開始。第二階段於2024年3月從合肥奧林匹克體育場開始持续到2024年八月中。第三階段於2024年8月底從北京鳥巢国家体育场開始，經過2024惠州跨年場，於2025年的肇慶場結束。
第四階段即海外場，將前往歐洲、亞洲、美洲、澳洲的多個國家，首個官宣並開啟的場次是法國巴黎的天頂體育館，還官宣英國倫敦、馬來西亞和新加坡的場次。而在年後也官宣美國及加拿大共四站的演出。
在北美場次結束後，2025年3月21日正式宣佈演唱會將會經過一番強化後以《G.E.M. I AM GLORIA 2.0》回歸，並且在變更部分歌單與保留同一主題的狀況下大幅升級舞美，並加入寶石延伸台，首波9個城市已經正式官宣，首場將會在2025年5月温州溫州奧體中心體育場開跑。
2025年6月19日正式宣佈暌違八年後，再次在香港舉辦演唱會並以《G.E.M. I AM GLORIA 2.0》回歸，會在新落成的香港最大室內體育場啟德主場館連開五場，日期剛好橫跨鄧紫棋34歲生日周，並成為首位在啟德主場館舉辦個人演唱會的女歌手及啟德5連開第一人。
2025年7月13日在舉辦《G.E.M. I AM GLORIA 2.0》第105場演唱會，正式打破紀錄，是次演出讓鄧紫棋成為華語女歌手單輪巡演最高場次記錄並且隨著巡演一路打破。

## 巡演地點
| 场次                      | 时间                                               | 城市             | 场地                            | 备注 | 估计观看人次          |
| 第一轮 Part 1 （1.0版本） |                                                    |                  |                                 | |                       |
| 1-3                       | 2023年12月7-9日                                    | 中国大陆廣州     | 广东奥林匹克体育中心体育场      | 加場：12月7日.9日；創下華語女歌手第一人體育場三連開；由百事可樂贊助                                                                                 | 单场35000+，总105000+ |
| 4-5                       | 2023年12月23-24日                                  | 中国大陆南寧     | 广西体育中心体育场              | 平安夜場 | 单场40000+，总80000+  |
| 6-8                       | 2024年1月6-8日                                     | 中国大陆深圳     | 深圳湾体育中心春蚕体育场        | 加场:1月8日；二度创下华语女歌手第一人体育场三连开                                                                                                   | 單場30000+，總90000+  |
| 9-10                      | 2024年1月20-21日                                   | 中国大陆泉州     | 泉州海峡体育中心体育场          | 加場：1月21日；個人售票第150場演唱會 | 單場38000+，總76000+  |
| 第二輪 Part 2             |                                                    |                  |                                 | |                       |
| 11-12                     | 2024年3月30日-31日                                 | 中国大陆合肥     | 合肥奧林匹克體育中心            | 加场:3月31日，复活节加场 | 單場35000+，總70000+  |
| 13-15                     | 2024年4月12日-14日                                 | 中国大陆長沙     | 贺龙体育中心体育场              | 加场:4月12，14日；三度创下华语女歌手第一人体育场三连开                                                                                              | 單場40000+，總120000+ |
| 16-19                     | 2024年4月18-21日                                   | 中国大陆佛山     | 佛山世紀蓮體育中心體育場        | 加场: 4月18日.19日.21日；四度创下华语女歌手第一人体育场三连开；首位体育场四连开的华语女歌手                                                         | 單場36000+，總150000+ |
| 20-21                     | 2024年5月2日-3日                                   | 中国大陆天津     | 天津奥林匹克中心体育场          | 加场:5月3日，勞動節週場 | 單場44000+，總88000+  |
| 22-23                     | 2024年5月10-11日                                   | 中国大陆大連     | 大連體育中心體育場              | 加场:5月10日 | 單場40000+，總80000+  |
| 24-25                     | 2024年5月18-19日                                   | 中国大陆太原     | 山西體育中心體育場              | 加场:5月19日 | 單場50000+，總100000+ |
| 26-30                     | 2024年5月24-28日                                   | 中国大陆上海     | 上海體育場                      | 加场:5月27日.28日；五度创下华语女歌手第一人体育场三连开；二度成为首个体育场四连开的女歌手；首位香港以至亞洲女歌手体育场五连开；个人演唱会二度五连开 | 單場46000+，總230000+ |
| 31-33                     | 2024年6月1-3日                                     | 中国大陆成都     | 东安湖体育公园主体育场          | 加场:6月3日，兒童節場；六度创下华语女歌手第一人体育场三连开                                                                                         | 單場40000+，總120000+ |
| 34-35                     | 2024年6月15-16日                                   | 中国大陆青島     | 青岛市民健身中心体育场          | 加场:6月16日，父亲节加场 | 單場36000+，總72000+  |
| 36-38                     | 2024年6月21-23日                                   | 中国大陆南京     | 南京奥体中心体育场              | 加场:6月21日；七度创下华语女歌手第一人体育场三连开                                                                                                  | 單場36000+，總108000+ |
| 39-40                     | 2024年6月29-30日                                   | 中国大陆鄭州     | 奧林匹克體育中心鄭地體育場      | | 單場40000+，總80000+  |
| 41-42                     | 2024年7月6-7日                                     | 中国大陆福州     | 福州海峽奧林匹克體育中心        | 加场:7月7日 | 單場43000+，總86000+  |
| 43                        | 2024年7月13日                                      | 中国大陆         | 哈爾濱國際會展中心體育場        | | 單場40000+,總40000+   |
| 44-45                     | 2024年7月20-21日                                   | 中国大陆台州     | 台州市體育中心體育場            | 加场:7月21日 | 單場40000+,總80000+   |
| 46                        | 2024年7月27日                                      | 中国大陆呼和浩特 | 呼和浩特體育場                  | | 單場40000+,總40000+   |
| 47-52                     | 2024年8月2-4、9-11日                               | 澳門             | 銀河綜藝館                      | 加場:8月9-11日，七夕兼個人農曆生日場；室内体育馆特別場，I AM GLORIA第50場演唱會                                                                     | 單場13000+,總78000+   |
| 第三轮 Part 3             |                                                    |                  |                                 | |                       |
| 53-56                     | 2024年8月22-25日                                   | 中国大陆北京     | 國家體育場                      | 八度创下华语女歌手第一人体育场三连开；三度成为首个体育场四连开的女歌手；成为该体育场第二位巡回演出的女歌手，個人33歲的第一場演唱會                  | 單場60000+,總240000+  |
| 57                        | 2024年9月7日                                       | 中国大陆衢州     | 衢州市體育中心體育場            | | 單場30000+,總30000+   |
| 58-59                     | 2024年9月21-22日                                   | 中国大陆清远     | 清遠體育中心體育場              | 加场：9月22日 | 單場32000+,總64000+   |
| 60-61                     | 2024年9月27-28日                                   | 中国大陆西安     | 西安奧體中心體育場              | 加场：9月27日；個人售票第200場演唱會 | 單場42000+,總84000+   |
| 62-63                     | 2024年10月6-7日                                    | 中国大陆武汉     | 武漢體育中心體育場              | | 單場35000+，總70000+  |
| 64                        | 2024年10月13日                                     | 中国大陆济南     | 濟南奧體中心體育場              | | 單場40000+,總40000+   |
| 65-66                     | 2024年10月19-20日                                  | 中国大陆重庆     | 重慶奧體中心-體育場             | 加場: 10月20日 | 單場50000+,總100000+  |
| 67-68                     | 2024年10月26-27日                                  | 中国大陆苏州     | 苏州奥林匹克体育中心體育場      | 加場: 10月27日 | 單場37500+,總75000+   |
| 69-70                     | 2024年11月9-10日                                   | 中国大陆南昌     | 南昌国际体育中心体育场          | 加場: 11月10日 | 單場45000+,總90000+   |
| 71-73                     | 2024年11月15-17日                                  | 中国大陆杭州     | 杭州奥体中心体育场              | 加場:11月15日,九度创下华语女歌手第一人体育场三连开                                                                                                  | 單場50000+,總150000+  |
| 74-75                     | 2024年11月30-12月1日                               | 中国大陆湛江     | 湛江奧體中心體育場              | 加場: 12月1日 | 單場35000+,總70000+   |
| 76-77                     | 2024年12月21-22日                                  | 中国大陆厦门     | 廈門奧林匹克體育中心-白鷺體育場 | 加場: 12月22日 | 單場43000+,總86000+   |
| 78-80                     | 2024年12月28-29、31日                              | 中国大陆惠州     | 惠州奧林匹克體育場              | 加場: 12月29日, 跨年场：12月31日 | 單場35000+,總105000+  |
| 81-82                     | 2025年1月11-12日                                   | 中国大陆肇庆     | 肇庆体育中心                    | | 單場30000+,總60000+   |
| 第四轮 Part 4             |                                                    |                  |                                 | |                       |
| 83                        | 2025年1月21日                                      | 法國巴黎         | 巴黎天頂體育館                  | | 單場6800+,總6800+     |
| 84                        | 2025年1月24日                                      | 英国倫敦         | 溫布利體育館                    | | 單場12000+,總12000+   |
| 85                        | 2025年2月15日                                      | 马来西亚吉隆坡   | 武吉加里爾國家體育場            | 首轮售票迅速售罄，并进行二次加座；打破马来西亚华语女歌手动员最高纪录                                                                                | 單場50000+,總50000+   |
| 86                        | 2025年3月1日                                       | 新加坡           | 新加坡國家體育場                | 打破新加坡华语女歌手动员最高纪录 | 單場42000+,總42000+   |
| 87                        | 2025年3月15日                                      | 美国拉斯維加斯   | 美高梅大花園體育館              | | 單場9000+,總9000+     |
| 88                        | 2025年3月22日                                      | 美国舊金山       | 大通中心                        | | 單場13000+,總13000+   |
| 89                        | 2025年3月29日                                      | 美国紐約         | 巴克萊中心                      | | 單場14000+,總14000+   |
| 90                        | 2025年4月7日                                       | 加拿大多倫多     | 可口可樂體育館                  | | 單場7500+,總7500+     |
| 第五轮 Part 5 （2.0版本)  |                                                    |                  |                                 | |                       |
| 91-92                     | 2025年5月10-11日                                   | 中国大陆温州     | 溫州奧體中心體育場              | 加場: 5月11日 | 單場36000+,總72000+   |
| 93-94                     | 2025年5月17-18日                                   | 中国大陆襄阳     | 襄陽全民運動中心體育場          | 加場: 5月18日；襄陽首場戶外演唱會 | 單場32000+,總64000+   |
| 95-97                     | 2025年5月23-25日                                   | 中国大陆衡阳     | 衡陽市體育中心體育場            | 加場: 5月23日、5月25日 | 單場35000+,總105000+  |
| 98-99                     | 2025年5月31、6月1日                                | 中国大陆贵阳     | 貴陽奧體中心體育場              | 加場: 6月1日;刷新场地单场动员人数最多歌手 | 單場44000+,總88000+   |
| 100-101                   | 2025年6月14-15日                                   | 中国大陆石家庄   | 河北奧林匹克體育中心體育場      | 加場: 6月15日；I AM GLORIA 第100場演唱會 | 單場45000+,總90000+   |
| 102-103                   | 2025年7月5-6日                                     | 中国大陆煙台     | 煙台體育公園體育場              | 加場: 7月6日 | 單場35000+,總70000+   |
| 104-105                   | 2025年7月12-13日                                   | 中国大陆沈阳     | 瀋陽奧體中心體育場              | 加場: 7月13日；打破紀錄成為華語女歌手單輪巡演場次最高紀錄                                                                                           | 單場40000+,總80000+   |
| 106-107                   | 2025年7月26-27日                                   | 中国大陆洛陽     | 洛陽市奧林匹克中心體育場        | 加場: 7月27日 | 單場40000+,總80000+   |
| 108-109                   | 2025年8月2-3日                                     | 中国大陆贛州     | 赣州市全民健身中心              | 加場: 8月3日 | 單場42000+,總84000+   |
| 110-114                   | 2025年8月15-17、19-20日                            | 香港             | 啟德主場館                      | 加場: 8月19-20日 生日場，首位於啟德主場館開演唱會的女歌手，啟德主場館5連開第一人                                                                    | 單場42000+,總210000+  |
| 115-126                   | 2025年8月29-31日、9月5-7日、9月12-14日、9月19-21日 | 中国大陆上海     | 虹口足球場                      | 加場: 9月12-14日、9月19-21日; 上海返场，首位華語女歌手体育场十二连开                                                                                |                       |

## 表演曲目

#### Part 1第一輪演唱會
Part I: 純白女爵 

1. 摩天動物園 

2. 灰狼 

3. 來自天堂的魔鬼 

TALKING. 即使生在亂世，也要在亂世裡相愛 

4. 光年之外 

Part II: 速彩酷野 

5. 差不多姑娘-Real talk VER 

6. 孤獨 

7. Fly Away 

TALKING. 你不是透明的 

8. 透明 

9. HELL 

10. 再見 

Part III: 末日少女 

11. 你不是第一個離開的人 

歌曲串燒 

12-14. 睡公主+A.I.N.Y愛你+Where Did U Go 

15-17. 存在+你把我灌醉+你不是真正的快樂 

18-20. 龍捲風+紅薔薇白玫瑰+很久以後 

21. 句號 

Part IV: 灰燼婚紗 

22. GLORIA 

23. Amazing Garce 

TALKING. 如果你累了，就讓時間停一停 

24. 讓世界暫停一分鐘 

25. All About U(12/7) 

25. 我的秘密(12/8) 

25. Someday I’ll fly(12/9) 

26. 多遠都要在一起 

27. 我的秘密(12/9) 

28. FIND YOU 

29. 喜歡你 

Part V: 丹寧爆閃 

30. 夜的盡頭 

31. 倒數 

32. 新的心跳 

33. G.E.M.+Walk On Water 

Encore 

34. 泡沫 

TALKING.Encore 

35. 情人(12/7) 

35. 李香蘭(12/8) 

35. 海闊天空(12/9) 

36. 天空沒有極限 

Part I: 純白女爵 

1. 摩天動物園 

2. 灰狼 

3. 來自天堂的魔鬼 

TALKING. 即使生在亂世，也要在亂世裡相愛 

4. 光年之外 

Part II: 速彩酷野 

5. 差不多姑娘-Real talk VER 

6. Fly Away 

7. 孤獨 

TALKING. 你不是透明的 

8. 透明 

9. HELL 

10. 再見 

Part III: 末日少女 

11. 你不是第一個離開的人 

歌曲串燒 

12-14. 睡公主+A.I.N.Y愛你+Where Did U Go 

15-17. 存在+你把我灌醉+你不是真正的快樂 

18-20. 龍捲風+紅薔薇白玫瑰+很久以後 

21. 句號 

Part IV: 灰燼婚紗 

22. GLORIA 

23. Amazing Garce 

TALKING. 如果你累了，就讓時間停一停 

24. 讓世界暫停一分鐘 

25. 我的秘密(12/23) 

25. 唯一(12/24) 

26. 多遠都要在一起 

27. FIND YOU 

28. 喜歡你 

Part V: 丹寧爆閃 

29. 夜的盡頭 

30. 倒數 

31. 新的心跳 

32. G.E.M.+Walk On Water 

Encore: 聖誕紅衣 

33. 泡沫 

TALKING.Encore 

34. 11(12/23) 

34. 海闊天空(12/24) 

35. 天空沒有極限 

Part I: 純白女爵 

1. 摩天動物園 

2. 灰狼 

3. 來自天堂的魔鬼 

TALKING. 即使生在亂世，也要在亂世裡相愛 

4. 光年之外 

Part II: 速彩酷野 

5. 差不多姑娘-Real talk VER 

6. Fly Away 

7. 孤獨 

TALKING. 你不是透明的 

8. 透明 

9. HELL 

10. 再見 

Part III: 末日少女 

11. 你不是第一個離開的人 

歌曲串燒 

12-14. 睡公主+A.I.N.Y愛你+Where Did U Go 

15-17. 存在+你把我灌醉+你不是真正的快樂 

18-20. 龍捲風+紅薔薇白玫瑰+很久以後 

21. 句號 

Part IV: 灰燼婚紗 

22. GLORIA 

23. You Raise Me Up 

TALKING. 如果你累了，就讓時間停一停 

24. 讓世界暫停一分鐘 

25. 我的秘密(1/6)(1/20) 

25. 回憶的沙漏(1/6) 

25. 後會無期(1/7)(1/21) 

25. 畫+我的秘密(1/8) 

26. 多遠都要在一起 

27. 冰河時代(1/7) 

28. FIND YOU 

29. 喜歡你 

Part V: 丹寧爆閃 

30. 夜的盡頭 

31. 倒數 

32. 新的心跳 

33. G.E.M.+Walk On Water 

Encore 

34. 泡沫 

TALKING.Encore 

35. 11(1/6)(1/20) 

35. 情人(1/7) 

35. 海闊天空(1/8)(1/21) 

36. 天空沒有極限 

#### Part 2第二輪演唱會
Part I: 純白女爵 

1. 摩天動物園 

2. 灰狼 

3. 來自天堂的魔鬼 

TALKING. 即使生在亂世，也要在亂世裡相愛 

4. 光年之外 

Part II: 速彩酷野 

5. 差不多姑娘-Real talk VER 

6. Fly Away 

7. 孤獨 

TALKING. 你不是透明的 

8. 透明 

9. HELL 

10. 再見 

Part III: 末日少女 

11. 你不是第一個離開的人 

歌曲串燒 

12-14. 睡公主+A.I.N.Y愛你+Where Did U Go 

15-17. 存在+你把我灌醉+你不是真正的快樂 

18-20. 龍捲風+紅薔薇白玫瑰+很久以後 

21. 句號 

Part IV: 灰燼婚紗 

22. GLORIA 

23. You Raise Me Up 

TALKING. 如果你累了，就讓時間停一停 

24. 讓世界暫停一分鐘 

25. 平凡天使(3/30) 

25. 冰河時代+Can’t help falling in love(3/31) 

25. 後會無期(4/12) 

25. 唯一+冰河時代(4/13) 

25. 我的秘密(4/14) 

26. 多遠都要在一起 

27. FIND YOU 

28. 喜歡你 

Part V: 丹寧爆閃 

29. 夜的盡頭 

30. 倒數 

31. 新的心跳 

32. G.E.M.+Walk On Water 

Encore 

33. 泡沫 

TALKING.Encore 

34. 情人(4/12) 

34. 11(3/30)(4/13) 

34. 海闊天空(3/31)(4/14) 

35. 天空沒有極限 

Part I: 純白女爵 

1. 摩天動物園 

2. 灰狼 

3. 來自天堂的魔鬼 

TALKING. 即使生在亂世，也要在亂世裡相愛 

4. 光年之外 

Part II: 速彩酷野 

5. 差不多姑娘-Real talk VER 

6. Fly Away 

7. 孤獨 

TALKING. 你不是透明的 

8. 透明 

9. HELL 

10. 再見 

Part III: 末日少女 

11. 你不是第一個離開的人 

歌曲串燒 

12-14. 睡公主+A.I.N.Y愛你+Where Did U Go 

15-17. 存在+你把我灌醉+你不是真正的快樂 

18-20. 龍捲風+紅薔薇白玫瑰+很久以後 

21. 句號 

Part IV: 灰燼婚紗 

22. GLORIA 

23. You Raise Me Up 

TALKING. 如果你累了，就讓時間停一停 

24. 讓世界暫停一分鐘 

25. 回憶的沙漏(4/18)(5/3)(5/19) 

25. Someday I’ll fly(4/19) 

25. 我的秘密+回憶的沙漏(4/20) 

25. Forever Love(4/21) 

25. 我的秘密(5/2)(5/10)(5/18) 

25. 後會無期(5/10) 

26. 多遠都要在一起 

27. FIND YOU 

28. 喜歡你 

Part V: 丹寧爆閃 

29. 夜的盡頭 

30. 倒數 

31. 新的心跳 

32. G.E.M.+Walk On Water 

Encore 

33. 泡沫 

TALKING.Encore 

34. 情人(4/18)(5/2) 

34. 李香蘭(4/19) 

34. 11(4/20)(5/11)(5/18) 

34. 海闊天空(4/21)(5/3)(5/10)(5/19) 

35. 天空沒有極限 

Part I: 純白女爵 

1. 摩天動物園 

2. 灰狼 

3. 來自天堂的魔鬼 

TALKING. 即使生在亂世，也要在亂世裡相愛 

4. 光年之外 

Part II: 速彩酷野 

5. 差不多姑娘-Real talk VER 

6. Fly Away 

7. 孤獨 

TALKING. 你不是透明的 

8. 透明 

9. HELL 

10. 再見 

Part III: 末日少女 

11. 你不是第一個離開的人 

歌曲串燒 

12-14. 睡公主+A.I.N.Y愛你+Where Did U Go 

15-17. 存在+你把我灌醉+你不是真正的快樂 

18-20. 龍捲風+紅薔薇白玫瑰+很久以後 

21. 句號 

Part IV: 灰燼婚紗 

22. GLORIA 

23. You Raise Me Up 

TALKING. 如果你累了，就讓時間停一停 

24. 讓世界暫停一分鐘 

25. 唯一(5/24) 

25. 畫(5/25)(6/29) 

25. 後會無期(5/26)(6/1)(6/22) 

25. Can’t help falling in love(5/27)(6/15) 

25. 冰河時代(5/28) 

25. 我的秘密+唯一(6/2) 

25. 回憶的沙漏+冰河時代(6/3) 

25. 我的秘密+冰河時代(6/16) 

25. 回憶的沙漏+我的秘密(6/21) 

25. 我的秘密+冰河時代(6/23) 

25. 畫+我的秘密(6/29) 

25. 後會無期+唯一(6/30) 

26. 多遠都要在一起 

27. FIND YOU 

28. 喜歡你 

Part V: 丹寧爆閃 

29. 夜的盡頭 

30. 倒數 

31. 新的心跳 

32. G.E.M.+Walk On Water 

Encore 

33. 泡沫(Exclude 5/28、6/1) 

33. 超能力(5/28)(6/1) 

TALKING.Encore 

34. 情人(5/24)(6/15)(6/21) 

34. 11(5/25)(6/2)(6/22)(6/29) 

34. 海闊天空(5/26)(6/3)(6/16)(6/23)(6/30) 

34. 冰河時代(5/27) 

34. 泡沫(5/28)(6/1) 

35. 天空沒有極限 

Part I: 純白女爵 

1. 摩天動物園 

2. 灰狼 

3. 來自天堂的魔鬼 

TALKING. 即使生在亂世，也要在亂世裡相愛 

4. 光年之外 

Part II: 速彩酷野 

5. 差不多姑娘-Real talk VER 

6. Fly Away 

7. 孤獨 

TALKING. 你不是透明的 

8. 透明 

9. HELL 

10. 再見 

Part III: 末日少女 

11. 你不是第一個離開的人 

歌曲串燒 

12-14. 睡公主+A.I.N.Y愛你+Where Did U Go 

15-17. 存在+你把我灌醉+你不是真正的快樂 

18-20. 龍捲風+紅薔薇白玫瑰+很久以後 

21. 句號 

Part IV: 灰燼婚紗 

22. GLORIA 

23. You Raise Me Up 

TALKING. 如果你累了，就讓時間停一停 

24. 讓世界暫停一分鐘 

25. 回憶的沙漏+冰河時代(7/6) 

25. 我的秘密+後會無期(7/7) 

25. 我的秘密+冰河時代(7/13)(7/20) 

25. 唯一(7/13) 

25. 後會無期+回憶的沙漏(7/21) 

26. 多遠都要在一起 

27. FIND YOU 

28. 喜歡你 

Part V: 丹寧爆閃 

29. 夜的盡頭 

30. 倒數 

31. 新的心跳 

32. G.E.M.+Walk On Water 

Encore 

33. 泡沫 

TALKING.Encore 

34. 11(7/6)(7/20) 

34. 海闊天空(7/7)(7/13)(7/21) 

35. 天空沒有極限 

Part I: 蒙古戰士 

1. 摩天動物園 

2. 灰狼 

3. 來自天堂的魔鬼 

TALKING. 即使生在亂世，也要在亂世裡相愛 

4. 光年之外 

Part II: 速彩酷野 

5. 差不多姑娘-Real talk VER 

6. Fly Away 

7. 孤獨 

TALKING. 你不是透明的 

8. 透明 

9. HELL 

10. 再見 

Part III: 末日少女 

11. 你不是第一個離開的人 

歌曲串燒 

12-14. 睡公主+A.I.N.Y愛你+Where Did U Go 

15-17. 存在+你把我灌醉+你不是真正的快樂 

18-20. 龍捲風+紅薔薇白玫瑰+很久以後 

21. 句號 

Part IV: 灰燼婚紗 

22. GLORIA 

23. You Raise Me Up 

TALKING. 如果你累了，就讓時間停一停 

24. 讓世界暫停一分鐘 

25. 後會無期 

26. 多遠都要在一起 

27. FIND YOU 

28. 喜歡你 

Part V: 丹寧爆閃 

29. 夜的盡頭 

30. 倒數 

31. 新的心跳 

32. G.E.M.+Walk On Water 

Encore 

33. 泡沫 

TALKING.Encore 

34. 海闊天空 

35. 天空沒有極限 

Part I: 純白女爵 

1. 摩天動物園 

2. 灰狼 

3. 來自天堂的魔鬼 

TALKING. 即使生在亂世，也要在亂世裡相愛 

4. 光年之外 

Part II: 速彩酷野 

5. 差不多姑娘-Real talk VER 

6. Fly Away 

7. 孤獨 

TALKING. 你不是透明的 

8. 透明 

9. HELL 

10. 再見 

Part III: 末日少女 

11. 你不是第一個離開的人 

歌曲串燒 

12-14. 睡公主+A.I.N.Y愛你+Where Did U Go 

15-17. 存在+你把我灌醉+你不是真正的快樂 

18-20. 龍捲風+紅薔薇白玫瑰+很久以後 

21. 句號 

Part IV: 灰燼婚紗 

22. GLORIA 

23. Amazing Garce 

TALKING. 如果你累了，就讓時間停一停 

24. 讓世界暫停一分鐘 

25. 我的秘密(8/2) 

25. 回憶的沙漏(8/3) 

25. 後會無期(8/4) 

25. Someday I’ll fly(8/9) 

25. Can’t help falling in love(8/10) 

25. 後會無期+我的秘密(8/11) 

26. 多遠都要在一起 

27. FIND YOU 

28. 喜歡你 

Part V: 丹寧爆閃 

29. 夜的盡頭 

30. 倒數 

31. 新的心跳 

32. G.E.M.+Walk On Water 

Encore 

33. 泡沫 

TALKING.Encore 

34. 情人(8/2)(8/9) 

34. 李香蘭(8/3)(8/10) 

34. 海闊天空(8/4)(8/11) 

35. 天空沒有極限 

#### Part 3第三輪演唱會
Part I: 梅花白裙 

1. 灰狼 

2. 來自天堂的魔鬼 

3. 北京北京 

TALKING. 即使生在亂世，也要在亂世裡相愛 

4. 光年之外 

Part II: 速彩酷野 

5. 差不多姑娘-Real talk VER 

6. Fly Away 

7. 孤獨 

TALKING. 你不是透明的 

8. 透明 

9. HELL 

10. 再見 

Part III: 深海少女 

11. 你不是第一個離開的人 

歌曲串燒 

12-14. 睡公主+A.I.N.Y愛你+Where Did U Go 

15-17. 存在+你把我灌醉+你不是真正的快樂 

18-20. 龍捲風+紅薔薇白玫瑰+很久以後 

21. 句號 

Part IV: 灰燼婚紗 

22. GLORIA 

23. You Raise Me Up 

TALKING. 如果你累了，就讓時間停一停 

24. 讓世界暫停一分鐘 

25. 查克靠近+後會無期(8/22) 

25. 平行世界+回憶的沙漏(8/23) 

25. 瞬間(8/24) 

25. 老人與海-鋼琴彈奏(8/25) 

26. 多遠都要在一起 

27. 我的秘密（8/22） 

28. FIND YOU 

29. 喜歡你 

Part V: 璀璨鑽石 

30. 夜的盡頭 

31. 倒數 

32. 新的心跳 

33. G.E.M.+Walk On Water 

Encore 

34. 泡沫(8/22-24) 

34. 超能力(8/25) 

TALKING.Encore 

35. 11(8/22) 

35. 情人(8/23) 

35. 海闊天空(8/24) 

35. 泡沫(8/25) 

36. 天空沒有極限 

Part I: 梅花白裙 

1. 摩天動物園 

2. 灰狼 

3. 來自天堂的魔鬼 

TALKING. 即使生在亂世，也要在亂世裡相愛 

4. 光年之外 

Part II: 速彩酷野 

5. 差不多姑娘-Real talk VER 

6. Fly Away 

7. 孤獨 

TALKING. 你不是透明的 

8. 透明 

9. HELL 

10. 再見 

Part III: 深海少女 

11. 你不是第一個離開的人 

TALKING. (9/7) 

歌曲串燒 

12-14. 睡公主+A.I.N.Y愛你+Where Did U Go 

15-17. 存在+你把我灌醉+你不是真正的快樂 

18-20. 龍捲風+紅薔薇白玫瑰+很久以後 

21. 句號 

Part IV: 灰燼婚紗 

22. GLORIA 

23. You Raise Me Up 

TALKING. 如果你累了，就讓時間停一停 

24. 讓世界暫停一分鐘 

25. 回憶的沙漏(9/7) 

25. 唯一(9/21) 

25. 我的秘密(9/22) 

26. 多遠都要在一起 

27. FIND YOU 

28. 喜歡你 

Part V: 璀璨鑽石 

29. 夜的盡頭 

30. 倒數 

31. 新的心跳 

32. G.E.M.+Walk On Water 

Encore 

33. 泡沫 

TALKING.Encore 

34. 情人(9/21) 

34. 海闊天空(9/7)(9/22) 

35. 天空沒有極限 

Part I: 梅花白裙 

1. 摩天動物園 

2. 灰狼 

3. 來自天堂的魔鬼 

TALKING. 即使生在亂世，也要在亂世裡相愛 

4. 光年之外 

Part II: 炫彩狂野 

5. 差不多姑娘-Real talk VER 

6. Fly Away 

7. 孤獨 

TALKING. 你不是透明的 

8. 透明 

9. HELL 

10. 再見 

Part III: 深海少女 

11. 你不是第一個離開的人 

歌曲串燒 

12-14. 睡公主+A.I.N.Y愛你+Where Did U Go 

15-17. 存在+你把我灌醉+你不是真正的快樂 

18-20. 龍捲風+紅薔薇白玫瑰+很久以後 

21. 句號 

Part IV: 灰燼婚紗 

22. GLORIA 

23. You Raise Me Up 

TALKING. 如果你累了，就讓時間停一停 

24. 讓世界暫停一分鐘 

25. 後會無期(9/27) 

25. 畫+唯一(9/28) 

26. 多遠都要在一起 

27. FIND YOU 

28. 喜歡你 

Part V: 璀璨鑽石 

29. 夜的盡頭 

30. 倒數 

31. 新的心跳 

32. G.E.M.+Walk On Water 

Encore 

33. 泡沫 

TALKING.Encore 

34. 海闊天空(9/27) 

34. 11(9/28) 

35. 天空沒有極限 

Part I: 梅花白裙 

1. 摩天動物園 

2. 灰狼 

3. 來自天堂的魔鬼 

TALKING. 即使生在亂世，也要在亂世裡相愛 

4. 光年之外 

Part II: 炫彩狂野 

5. 差不多姑娘-Real talk VER 

6. Fly Away 

7. 孤獨 

TALKING. 你不是透明的 

8. 透明 

9. HELL 

10. 再見 

Part III: 深海少女 

11. 你不是第一個離開的人 

歌曲串燒 

12-14. 睡公主+A.I.N.Y愛你+Where Did U Go 

15-17. 存在+你把我灌醉+你不是真正的快樂 

18-20. 龍捲風+紅薔薇白玫瑰+很久以後 

21. 句號 

Part IV: 灰燼婚紗 

22. GLORIA 

23. You Raise Me Up 

TALKING. 如果你累了，就讓時間停一停 

24. 讓世界暫停一分鐘 

25. 我的秘密(10/6) 

25. 後會無期(10/7) 

26. 多遠都要在一起 

27. FIND YOU 

28. 喜歡你 

Part V: 璀璨鑽石/丹寧爆閃 

29. 夜的盡頭 

30. 倒數 

31. 新的心跳 

32. G.E.M.+Walk On Water 

Encore 

33. 泡沫 

TALKING.Encore 

34. 平凡天使-時光音樂會版 

TALKING.Encore 

35. 11(10/6) 

35. 海闊天空(10/7) 

36. 天空沒有極限 

Part I: 梅花白裙 

1. 摩天動物園 

2. 灰狼 

3. 來自天堂的魔鬼 

TALKING. 即使生在亂世，也要在亂世裡相愛 

4. 光年之外 

Part II: 炫彩狂野 

5. 差不多姑娘-Real talk VER 

6. Fly Away 

7. 孤獨 

TALKING. 你不是透明的 

8. 透明 

9. HELL 

10. 再見 

Part III: 深海少女 

11. 你不是第一個離開的人 

歌曲串燒 

12-14. 睡公主+A.I.N.Y愛你+Where Did U Go 

15-17. 存在+你把我灌醉+你不是真正的快樂 

18-20. 龍捲風+紅薔薇白玫瑰+很久以後 

21. 句號 

Part IV: 灰燼婚紗 

22. GLORIA 

23. You Raise Me Up 

TALKING. 如果你累了，就讓時間停一停 

24. 讓世界暫停一分鐘 

25. 我的秘密(10/13)(10/27) 

25. 回憶的沙漏(10/19)(11/10) 

25. 後會無期(10/20)(11/9) 

25. 唯一(10/26) 

26. 多遠都要在一起 

27. FIND YOU 

28. 喜歡你 

Part V: 璀璨鑽石 

29. 夜的盡頭 

30. 倒數 

31. 新的心跳 

32. G.E.M.+Walk On Water 

Encore 

33. 泡沫 

TALKING.Encore 

34. 11(10/13)(10/19)(10/26)(11/9) 

34. 海闊天空(10/20)(10/27)(11/10) 

35. 天空沒有極限 

Part I: 梅花白裙 

1. 摩天動物園 

2. 灰狼 

3. 來自天堂的魔鬼 

TALKING. 即使生在亂世，也要在亂世裡相愛 

4. 光年之外 

Part II: 炫彩狂野 

5. 差不多姑娘-Real talk VER 

6. Fly Away 

7. 孤獨 

TALKING. 你不是透明的 

8. 透明 

9. HELL 

10. 再見 

Part III: 深海少女 

11. 你不是第一個離開的人 

歌曲串燒 

12-14. 睡公主+A.I.N.Y愛你+Where Did U Go 

15-17. 存在+你把我灌醉+你不是真正的快樂 

18-20. 龍捲風+紅薔薇白玫瑰+很久以後 

21. 句號 

Part IV: 灰燼婚紗 

22. GLORIA 

23. You Raise Me Up 

TALKING. 如果你累了，就讓時間停一停 

24. 讓世界暫停一分鐘 

25. 我的秘密(11/15) 

25. 回憶的沙漏(11/16) 

25. 後會無期(11/17) 

25. All about U+我的秘密(11/30) 

25. 畫(12/1) 

26. 多遠都要在一起 

27. FIND YOU 

28. 喜歡你 

Part V: 璀璨鑽石 

29. 夜的盡頭 

30. 倒數 

31. 新的心跳 

32. G.E.M.+Walk On Water 

Encore 

33. 泡沫 

TALKING.Encore 

34. 情人(11/15)(11/30) 

34. 11(11/16) 

34. 海闊天空(11/17)(12/1) 

35. 天空沒有極限 

Part I: 梅花白裙 

1. 摩天動物園 

2. 灰狼 

3. 來自天堂的魔鬼 

TALKING. 即使生在亂世，也要在亂世裡相愛 

4. 光年之外 

Part II: 炫彩狂野 

5. 差不多姑娘-Real talk VER 

6. Fly Away 

7. 孤獨 

TALKING. 你不是透明的 

8. 透明 

9. HELL 

10. 再見 

Part III: 末世之星 

11. 你不是第一個離開的人 

歌曲串燒 

12-14. 睡公主+A.I.N.Y愛你+Where Did U Go 

15-17. 存在+你把我灌醉+你不是真正的快樂 

18-20. 龍捲風+紅薔薇白玫瑰+很久以後 

21. 句號 

Part IV: 灰燼婚紗 

22. GLORIA 

23. You Raise Me Up 

TALKING. 如果你累了，就讓時間停一停 

24. 讓世界暫停一分鐘 

25. 冰河時代(12/21) 

25. 後會無期(12/22) 

25. 回憶的沙漏(12/28) 

25. 唯一(12/29)(1/11-12) 

25. I’ll be missing you(12/28-29) 

25. 冰河時代+All About U+我的秘密+Someday I’ll fly(12/31) 

26. 多遠都要在一起 

27. FIND YOU 

28. 喜歡你 

Part V: 璀璨鑽石 

29. 夜的盡頭 

30. 倒數 

31. 新的心跳 

32. G.E.M.+Walk On Water 

Encore 

33. 泡沫 

TALKING.Encore 

34. 情人(12/21)(12/28)(1/11) 

34. 海闊天空(12/22)(12/29）(1/12) 

34. 倒流時間&跨年倒數(12/31) 

35. 天空沒有極限 

#### Part 4第四輪演唱會
Part I: 梅花白裙 

1. 摩天動物園 

2. 灰狼 

3. 來自天堂的魔鬼 

TALKING. 即使生在亂世，也要在亂世裡相愛 

4. 光年之外 

Part II: 速彩酷野 

5. 差不多姑娘-Real talk VER 

6. Fly Away 

7. 孤獨 

TALKING. 你不是透明的 

8. 透明 

9. HELL 

10. 再見 

Part III: 末世之星 

11. 你不是第一個離開的人 

歌曲串燒 

12-14. 睡公主+A.I.N.Y愛你+Where Did U Go 

15-17. 存在+你把我灌醉+你不是真正的快樂 

18-20. 龍捲風+紅薔薇白玫瑰+很久以後 

21. 句號 

Part IV: 灰燼婚紗 

22. GLORIA 

23. Amazing Grace 

TALKING. 如果你累了，就讓時間停一停 

24. 讓世界暫停一分鐘 

25. Draw+唯一(1/21) 

25. All about u+奇蹟+唯一+Someday I’ll fly(1/24) 

26. 多遠都要在一起 

27. FIND YOU 

28. 喜歡你 

Part V: 璀璨鑽石 

29. 夜的盡頭 

30. 倒數 

31. 新的心跳 

32. G.E.M.+Walk On Water 

Encore 

33. 泡沫 

TALKING.Encore 

34. 海闊天空 

35. 天空沒有極限 

Part I: 梅花白裙 

1. 摩天動物園 

2. 灰狼 

3. 來自天堂的魔鬼 

TALKING. 即使生在亂世，也要在亂世裡相愛 

4. 光年之外 

Part II: 速彩酷野 

5. 差不多姑娘-Real talk VER 

6. Fly Away 

7. 孤獨 

TALKING. 你不是透明的 

8. 透明 

9. HELL 

10. 再見 

Part III: 末世之星 

11. 你不是第一個離開的人 

歌曲串燒 

12-14. 睡公主+A.I.N.Y愛你+Where Did U Go 

15-17. 存在+你把我灌醉+你不是真正的快樂 

18-20. 龍捲風+紅薔薇白玫瑰+很久以後 

21. 句號 

Part IV: 灰燼婚紗 

22. GLORIA 

23. Amazing Grace 

TALKING. 如果你累了，就讓時間停一停 

24. 讓世界暫停一分鐘 

25. 我的秘密+后会无期(2/15) 

25. 唯一(3/1) 

26. 多遠都要在一起 

27. FIND YOU 

28. 喜歡你 

Part V: 璀璨鑽石 

29. 夜的盡頭 

30. 倒數 

31. 新的心跳 

32. G.E.M.+Walk On Water 

Encore 

33. 泡沫 

TALKING.Encore 

34. 海闊天空 

35. 天空沒有極限 

Part I: 梅花白裙 

1. 摩天動物園 

2. 灰狼 

3. 來自天堂的魔鬼 

TALKING. 即使生在亂世，也要在亂世裡相愛 

4. 光年之外 

Part II: 速彩酷野 

5. 差不多姑娘-Real talk VER 

6. Fly Away 

7. 孤獨 

TALKING. 你不是透明的 

8. 透明 

9. HELL 

10. 再見 

Part III: 末世之星 

11. 你不是第一個離開的人 

歌曲串燒 

12-14. 睡公主+A.I.N.Y愛你+Where Did U Go 

15-17. 存在+你把我灌醉+你不是真正的快樂 

18-20. 龍捲風+紅薔薇白玫瑰+很久以後 

21. 句號 

Part IV: 灰燼婚紗 

22. GLORIA 

23. Amazing Grace 

TALKING. 如果你累了，就讓時間停一停 

24. 讓世界暫停一分鐘 

25. 後會無期 

26. 多遠都要在一起 

27. FIND YOU 

28. 喜歡你 

Part V: 璀璨鑽石 

29. 夜的盡頭 

30. 倒數 

31. 新的心跳 

32. G.E.M.+Walk On Water 

Encore 

33. 泡沫 

TALKING.Encore 

34. 海闊天空 

35. 天空沒有極限 

Part I: 梅花白裙 

1. 摩天動物園 

2. 灰狼 

3. 來自天堂的魔鬼 

TALKING. 即使生在亂世，也要在亂世裡相愛 

4. 光年之外 

Part II: 速彩酷野 

5. 差不多姑娘-Real talk VER 

6. Fly Away 

7. 孤獨 

TALKING. 你不是透明的 

8. 透明 

9. HELL 

10. 再見 

Part III: 末世之星 

11. 你不是第一個離開的人 

歌曲串燒 

12-14. 睡公主+A.I.N.Y愛你+Where Did U Go 

15-17. 存在+你把我灌醉+你不是真正的快樂 

18-20. 龍捲風+紅薔薇白玫瑰+很久以後 

21. 句號 

Part IV: 灰燼婚紗 

22. GLORIA 

23. Amazing Grace 

TALKING. 如果你累了，就讓時間停一停 

24. 讓世界暫停一分鐘 

25. 回憶的沙漏 

26. 多遠都要在一起 

27. FIND YOU 

28. 喜歡你 

Part V: 璀璨鑽石 

29. 夜的盡頭 

30. 倒數 

31. 新的心跳 

32. G.E.M.+Walk On Water 

Encore：NBA勇士隊服 

33. 泡沫 

TALKING.Encore 

34. 海闊天空 

35. 天空沒有極限 

Part I: 梅花白裙 

1. 摩天動物園 

2. 灰狼 

3. 來自天堂的魔鬼 

TALKING. 即使生在亂世，也要在亂世裡相愛 

4. 光年之外 

Part II: 速彩酷野 

5. 差不多姑娘-Real talk VER 

6. Fly Away 

7. 孤獨 

TALKING. 你不是透明的 

8. 透明 

9. HELL 

10. 再見 

Part III: 末世之星 

11. 你不是第一個離開的人 

歌曲串燒 

12-14. 睡公主+A.I.N.Y愛你+Where Did U Go 

15-17. 存在+你把我灌醉+你不是真正的快樂 

18-20. 龍捲風+紅薔薇白玫瑰+很久以後 

21. 句號 

Part IV: 灰燼婚紗 

22. GLORIA 

23. Amazing Grace 

TALKING. 如果你累了，就讓時間停一停 

24. 讓世界暫停一分鐘 

25. 唯一 

26. 多遠都要在一起 

27. FIND YOU 

28. 喜歡你 

Part V: 璀璨鑽石 

29. 夜的盡頭 

30. 倒數 

31. 新的心跳 

32. G.E.M.+Walk On Water 

Encore：NBA籃網隊服 

33. 泡沫 

TALKING.Encore 

34. 海闊天空 

35. 天空沒有極限 

Part I: 梅花白裙 

1. 摩天動物園 

2. 灰狼 

3. 來自天堂的魔鬼 

TALKING. 即使生在亂世，也要在亂世裡相愛 

4. 光年之外 

Part II: 速彩酷野 

5. 差不多姑娘-Real talk VER 

6. Fly Away 

7. 孤獨 

TALKING. 你不是透明的 

8. 透明 

9. HELL 

10. 再見 

Part III: 末世之星 

11. 你不是第一個離開的人 

歌曲串燒 

12-14. 睡公主+A.I.N.Y愛你+Where Did U Go 

15-17. 存在+你把我灌醉+你不是真正的快樂 

18-20. 龍捲風+紅薔薇白玫瑰+很久以後 

21. 句號 

Part IV: 灰燼婚紗 

22. GLORIA 

23. Amazing Grace 

TALKING. 如果你累了，就讓時間停一停 

24. 讓世界暫停一分鐘 

25. 唯一 

26. 多遠都要在一起 

27. FIND YOU 

28. 喜歡你 

Part V: 璀璨鑽石 

29. 夜的盡頭 

30. 倒數 

31. 新的心跳 

32. G.E.M.+Walk On Water 

Encore 

33. 泡沫 

TALKING.Encore 

34. 海闊天空 

35. 天空沒有極限 

- 在廣州場結束後，鄧紫棋清唱了<失真>
- 在深圳場結束後，鄧紫棋清唱了<於是>、<查克靠近>、<透明>、<奇蹟>、<句號>、<冰河時代>、<多遠都要在一起>、<不想回家-西語版>、<我的秘密>、<千里之外>、<泡沫>
- 在泉州場結束後，鄧紫棋清唱了<我只在乎你>、<GLORIA>、<桃花諾>、<盲點>、<奇蹟>、<喜歡你>、<情人>、<孤勇者>、<泡沫>、<愛是永恆>、<句號>、<李香蘭>、<最長的電影>
- 在合肥場結束後，鄧紫棋清唱了<於是>、<泡沫>、<句號>、<查克靠近>、<倒數>、<差不多姑娘>、<唯一>、<唯一>、<多遠都要在一起>、<喜歡你>、<龍捲風>、<北京北京>、<寂寞星球的玫瑰>、<等一個他>、<你不是第一個離開的人>、<亞莉亞蒂之歌>、<透明>、<孤獨>、<新的心跳>、<Good to be bad>、<忐忑>、<少年與海>、<少年與海-西語版>、<天空沒有極限>
- 在長沙場結束後，鄧紫棋清唱了<睡公主>、<寂寞星球的玫瑰>、<句號>、<很久以後>、<夜曲>、<我很醜可是我很溫柔>、<奇蹟>、<回憶的沙漏>、<手心的薔薇>、<於是>、<Good to be bad>、<愛，很簡單>、<明年今日>、<突然好想你>、<天黑黑>、<李白>、<名字>、<烏梅子醬>、<醜八怪>、<七里香>、<黑色毛衣>、<最長的電影>、<不為誰而做的歌>、<BAD BOY>、<雙截棍>、<快樂崇拜>、<我懷念的>、<再見>
- 在佛山場結束後，鄧紫棋開啟了直播
- 在天津場結束後，鄧紫棋開啟了直播，並與李榮浩連線
- 在大連場結束後，鄧紫棋清唱了<睡公主>、<多遠都要在一起>、<泡沫>、<海闊天空>、<光年>、<螢火>、<句號>、<我的秘密>、<最長的電影>、<攀登>、<你不是第一個離開的人>、<囚鳥>、<李香蘭>、<再見>
- 在太原場結束後，鄧紫棋清唱了<洋蔥>
- 在上海場結束後，鄧紫棋清唱了<泡沫>、<超能力>、<情人>、<再見-上海話版>
- 在成都場結束後，鄧紫棋清唱了<超能力>、<句號>、<於是>、<泡沫>、<離心力>、<離心力-西語版>
- 在青島場結束後，鄧紫棋清唱了<句號>、<11>、<多遠都要在一起>、<泡沫>、<海闊天空>、<Game Over>、<All About U>、<再見>
- 在南京場結束後，鄧紫棋清唱了<泡沫>、<冰河時代>、<畫>、<依然睡公主>、<查克靠近>、<句號>、<最長的電影>、<Where Did U Go>、<多遠都要在一起>、<我的親愛>、<頭髮亂了>
- 在鄭州場結束後，鄧紫棋清唱了<泡沫>、<後會無期>、<孤獨>、<睡公主>、<喜歡你>、<倒數>、<Where Did U Go>、<我的秘密>、<你不是第一個離開的人>、<A.I.N.Y愛你>、<很久以後>、<光年之外>、<夜半小夜曲>、<你不是真正的快樂>
- 在福州第一場結束後，鄧紫棋清唱了<冰河時代>、<多遠都要在一起>、<光年之外>、<英語字母歌>、<生日快樂歌>、<多遠都要在一起again>
- 在哈爾濱場結束後，鄧紫棋清唱了<泡沫>、<再見>、<別勉強>、<瞬間>、<岩石裡的花>、<煙燻妝>、<寫不完的溫柔>、<Where Did U Go>、<11>、<富士山下>、<喜歡你>
- 在台州場結束後，鄧紫棋清唱了<平凡天使>、<奇蹟>、<A.I.N.Y愛你>、<黑色毛衣>、<光年之外>、<倒數>、<泡沫>、<11>、<多遠都要在一起>、<再見>
- 在呼和浩特場結束後，鄧紫棋清唱了<你不是第一個離開的人>
- 在澳門第三場結束後，鄧紫棋清唱了<泡沫>、<海闊天空>、<夜的盡頭>、<句號>、<多遠都要在一起>、<倒數>、<光年之外>
- 在澳門尾場結束後，鄧紫棋清唱了<冰河時代>、<讓世界暫停一分鐘>、<你不是第一個離開的人>、<唯一>、<多遠都要在一起>、<回憶的沙漏>
- 在北京場結束後，鄧紫棋開啟了直播
- 在衢州場結束後，鄧紫棋清唱了<再見>
- 在清遠場結束後，鄧紫棋清唱了<於是>、<受難曲>、<泡沫>、<夕陽無限好>、<明年今日>、<孤勇者>、<浮誇>、<超人的主題曲>、<白玫瑰>、<單車>、<K歌之王>、<Lonely Christmas>
- 在西安場結束後，鄧紫棋清唱了<泡沫>、<天空沒有極限>、<另一個童話>、<離心力>、<你不是第一個離開的人-西語版>、<GLORIA-西語版>、<手心的薔薇>、<心跳回憶>
- 在武漢場結束後，鄧紫棋清唱了<光年之外>、<摩天動物園>、<畫>、<很久以後>、<再見>、<多遠都要在一起>
- 在濟南場結束後，鄧紫棋清唱了<泡沫>、<桃花諾>、<多遠都要在一起>、<11>、<光年之外>、<月半小夜曲>、<倒數>
- 在重慶場結束後，鄧紫棋清唱了<冰河時代>、<泡沫>、<毒蘋果>、<多遠都要在一起>、<畫>、<畫-英語版>、<11>
- 在蘇州場結束後，鄧紫棋清唱了<情人>、<冰河時代>、<11>
- 在南昌場結束後，鄧紫棋清唱了<後會無期>、<唯一>、<查克靠近>、<我的秘密>、<睡公主+依然睡公主>、<Someday I'll fly>、<冰河時代>、<多遠都要在一起>
- 在杭州場結束後，鄧紫棋清唱了<倒數>、<奇蹟>
- 在湛江場結束後，鄧紫棋清唱了<11>、<巖石裡的花>、<煙熏妝>、<龍捲風>、<心淡>、<等一個他>、<睡公主>、<可惜我是水瓶座>、<月半小夜曲>
- 在廈門場結束後，鄧紫棋清唱了<Gloria>、<你不是第一個離開的人>、<20歲寫的聖誕歌>、<聖誕結>、<Last Christmas>、<再見>
- 在惠州第二場結束後，鄧紫棋開啟了直播
- 在肇慶場結束後，鄧紫棋開啟了直播。同時，由於時差原因，海外場次不進行直播，因此，該次直播也是暫定最後一次直播
- 在吉隆坡場結束後，鄧紫棋驚喜開啟了直播

#### Part 5第五輪演唱會
Part I: 梅花黑袍 

1. 摩天動物園 

2. 灰狼 

3. 來自天堂的魔鬼 

TALKING. 即使生在亂世，也要在亂世裡相愛 

4. 光年之外 

Part II: 白金酷野 

5. 差不多姑娘-Real talk VER 

6. 透明 

7. 孤獨 

TALKING. 閉上耳朵，度過冰河時代 

8. 冰河時代 

9. 於是 

10. 再見 

Part III: 末世公主 

11. 你不是第一個離開的人 

歌曲串燒 

12-14. 睡公主+A.I.N.Y愛你+Where Did U Go 

15-16. 你把我灌醉+你不是真正的快樂 

17-18. 龍捲風+紅薔薇白玫瑰 

19. 唯一 

20. 句號 

Part IV: 灰燼婚紗 

21. GLORIA 

22. You Raise Me Up 

TALKING. 如果你累了，就讓時間停一停 

23. 讓世界暫停一分鐘 

24. 老人與海-鋼琴彈奏 

25. 多遠都要在一起 

26. FIND YOU 

27. 喜歡你 

Part V: 碧藍脈動 

28. 夜的盡頭 

29. 倒數 

30. 新的心跳 

31. G.E.M.+Walk On Water 

Encore 

32. 泡沫 

TALKING.Encore 

33. 11(5/10)(5/17)(5/24) 

33. 海闊天空(5/11)(5/18)(5/25)(6/1) 

33. 情人(5/23) 

34. 天空沒有極限 

Part I: 梅花黑袍 

1. 摩天動物園 

2. 灰狼 

3. 來自天堂的魔鬼 

TALKING. 即使生在亂世，也要在亂世裡相愛 

4. 光年之外 

Part II: 白金酷野 

5. 差不多姑娘-Real talk VER 

6. 透明 

7. 孤獨 

TALKING. 閉上耳朵，度過冰河時代 

8. 冰河時代 

9. 於是 

10. 再見 

Part III: 末世公主 

11. 你不是第一個離開的人 

歌曲串燒 

12-14. 睡公主+A.I.N.Y愛你+Where Did U Go 

15-16. 你把我灌醉+你不是真正的快樂 

17-18. 龍捲風+紅薔薇白玫瑰 

19. 唯一 

20. 句號 

Part IV: 灰燼婚紗 

21. GLORIA 

22. You Raise Me Up 

TALKING. 如果你累了，就讓時間停一停 

23. 讓世界暫停一分鐘 

24. 老人與海-鋼琴彈奏 

25. 多遠都要在一起 

26. FIND YOU 

27. 喜歡你 

Part V: 碧藍脈動 

28. 夜的盡頭 

29. 倒數 

30. 新的心跳 

31. G.E.M.+Walk On Water 

Encore 

32. 泡沫 

TALKING.Encore 

33. 11(Day1) 

33. 海闊天空(Day2) 

34. 天空沒有極限 

Part I: 梅花黑袍 

1. 摩天動物園 

2. 灰狼 

3. 來自天堂的魔鬼 

TALKING. 即使生在亂世，也要在亂世裡相愛 

4. 光年之外 

Part II: 白金酷野 

5. 差不多姑娘 

6. 透明 

7. 孤獨 

TALKING. 閉上耳朵，度過冰河時代 

8. 冰河時代 

9. 於是 

10. 再見 

Part III: 末世公主 

11. 你不是第一個離開的人 

歌曲串燒 

12-14. 睡公主+A.I.N.Y愛你+Where Did U Go 

15-17. 等一個他+All About U+Good To Be Bad 

18-20. Someday I’ll Fly+你把我灌醉+你不是真正的快樂 

21-22. 龍捲風+紅薔薇白玫瑰 

23. 唯一 

24. 句號 

Part IV: 灰燼婚紗 

25. GLORIA 

26. Amazing Grace 

TALKING. 如果你累了，就讓時間停一停 

27. 讓世界暫停一分鐘 

28. 老人與海-鋼琴彈奏 

29. 多遠都要在一起 

30. 我的秘密(8/17) 

31. FIND YOU 

32. 喜歡你 

Part V: 碧藍脈動 

33. 夜的盡頭 

34. 倒數 

35. 新的心跳 

36. G.E.M.+Walk On Water 

Encore 

37. 泡沫 

TALKING.Encore 

TALKING.Happy birthday for G.E.M.(8/16) 

38. 李香蘭(8/15) 

38. 失真(8/16) 

38. 情人(8/17）

38. 有心人(8/19) 

38. 海闊天空(8/20) 

39. 天空沒有極限-粵語版 

- 在溫州演唱會結束後，鄧紫棋清唱了<唯一>、<冰河時代>、<螢火>
- 在襄陽演唱會結束後，鄧紫棋清唱了<龍捲風>、<唯一>、<紅薔薇白玫瑰>、<光年之外>、<唯一again>、<泡沫>、<多遠都要在一起>、<來自天堂的魔鬼>
- 在衡陽演唱會結束後，鄧紫棋清唱了<唯一>、<紅薔薇白玫瑰>、<多遠都要在一起>、<千千闋歌>、<夕陽之歌>、<回憶的沙漏>、<句號>
- 在貴陽演唱會結束後，鄧紫棋清唱了<光年之外>、<很久以後>、<泡沫>、<兩隻老虎-粵語版>、<唯一>
- 在石家莊演唱會結束後，鄧紫棋清唱了<天空沒有極限-粵語版>、<唯一>、<多遠都要在一起>、<煙燻妝>、<Still breathing>
- 在煙台演唱會結束後，鄧紫棋清唱了<Mojito>
- 在瀋陽演唱會結束後，鄧紫棋開啟了直播
- 在洛陽演唱會結束後，鄧紫棋開啟了直播
- 在贛州演唱會結束後，鄧紫棋開啟了直播，介紹了即將發行的小說《啓示路》
- 在香港第三場結束後，鄧紫棋清唱了<冰河時代>、<唯一>、<我的秘密>、<讓世界暫停一分鐘>

### 清唱與附註
| 合肥Day1       | 合肥Day2 | 長沙Day3 | 南京Day3 | 鄭州Day2 | 澳門Day1    | 澳門Day2 | 澳門Day3       | 澳門Day4 | 澳門Day5    | 清遠Day1       | 清遠Day2       | 巴黎場 | 倫敦場 | 吉隆坡場 | 新加坡場 | 舊金山場    | 紐約場   | 多倫多場    | 溫州Day1 | 衡陽Day1 | 香港Day5 |
| -------------- | -------- | -------- | -------- | -------- | ----------- | -------- | -------------- | -------- | ----------- | -------------- | -------------- | ------ | ------ | -------- | -------- | ----------- | -------- | ----------- | -------- | -------- | -------- |
| 我的秘密       | 畫       | 不想回家 | 唯一     | 不想回家 | All About U | 等一個他 | 失真           | 奇蹟     | 查克靠近    | 11             | All About U    | Voilà  | 忐忑   | 11       | 11       | 唯一        | 情人     | 11          | 我的秘密 | HELL     | 夢幻組曲 |
| One more night |          |          |          |          |             |          | 18             | 11       | All About U | 多遠都要在一起 | 唯一           |        |        |          |          | All About U | 等一個他 | 我的秘密    |          |          |          |
|                |          |          |          |          |             |          | Good to be bad |          |             |                | 多遠都要在一起 |        |        |          |          |             |          | All About U |          |          |          |

| 長沙Day1 | 長沙Day2       | 佛山Day4   | 天津Day1 | 天津Day2       | 太原Day2 | 上海Day1 | 上海Day2 | 上海Day3 | 上海Day4 | 上海Day5 | 成都Day1   | 成都Day3 | 青島Day1 | 南京Day2 | 南京Day3       | 鄭州Day1 | 鄭州Day2 | 福州Day1 | 福州Day2 | 台州Day2 | 呼和浩特場 | 北京Day4 | 西安Day1 | 西安Day2   | 重慶Day2 | 南昌Day1         | 南昌Day2 | 杭州Day1    | 杭州Day2 | 廈門Day1 | 廈門Day2 | 惠州Day1    | 惠州Day2 | 惠州Day3 | 肇慶Day1    | 肇慶Day2 | 巴黎場        | 吉隆坡場         | 新加坡場    | 拉斯維加斯場 | 舊金山場         | 多倫多場   | 溫州Day1   | 溫州Day2 | 襄陽Day1 | 襄陽Day2 | 衡陽Day1   | 衡陽Day2 | 衡陽Day3 | 貴陽Day1 | 貴陽Day2         | 石家莊Day1  | 石家莊Day2 | 煙台Day1   | 煙台Day2         | 瀋陽Day1   | 瀋陽Day2    | 洛陽Day1         | 洛陽Day2 | 贛州Day1 | 贛州Day2   | 香港Day5   |
| -------- | -------------- | ---------- | -------- | -------------- | -------- | -------- | -------- | -------- | -------- | -------- | ---------- | -------- | -------- | -------- | -------------- | -------- | -------- | -------- | -------- | -------- | ---------- | -------- | -------- | ---------- | -------- | ---------------- | -------- | ----------- | -------- | -------- | -------- | ----------- | -------- | -------- | ----------- | -------- | ------------- | ---------------- | ----------- | ------------ | ---------------- | ---------- | ---------- | -------- | -------- | -------- | ---------- | -------- | -------- | -------- | ---------------- | ----------- | ---------- | ---------- | ---------------- | ---------- | ----------- | ---------------- | -------- | -------- | ---------- | ---------- |
| 倒數     | 多遠都要在一起 | 我的秘密   | 唯一     | 不想回家       | 唯一     | 我的秘密 | 我的秘密 | 11       | 我的秘密 | 我的秘密 | 11         | 我的秘密 | 11       | 唯一     | 多遠都要在一起 | 後會無期 | 我的秘密 | 唯一     | 畫       | 超能力   | 唯一       | 查克靠近 | 我的秘密 | 冰河時代   | 不想回家 | 冰河時代         | 冰河時代 | 唯一        | 查克靠近 | 11       | 我的秘密 | All About U | 瞬間     | 唯一     | 11          | 後會無期 | Gloria-西語版 | 唯一             | All About U | 回憶的沙漏   | 冰河時代         | 奇蹟       | 不想回家   | 11       | 我的秘密 | 很久以後 | 很久以後   | 瞬間     | 我的秘密 | 不想回家 | 畫               | All About U | 回憶的沙漏 | 很久以後   | 後會無期         | 不想回家   | 後會無期    | 瞬間             | 查克靠近 | 後會無期 | 畫         | 回憶的沙漏 |
|          | 我的秘密       | 回憶的沙漏 |          | 多遠都要在一起 | 我的秘密 |          |          |          | 後會無期 | 唯一     | 回憶的沙漏 | 唯一     | 唯一     | 我的秘密 | 不想回家       |          | 11       |          | 不想回家 | 唯一     |            | 不想回家 | 唯一     | 不想回家   | 瞬間     | 只有我和你的地方 | 瞬間     | All About U |          | 唯一     | 冰河時代 | 我的秘密    | 冰河時代 | 瞬間     | All About U |          |               | 冰河時代         | 失真        | 唯一         | Someday I’ll Fly | 手心的薔薇 | 手心的薔薇 | HELL     | 後會無期 | 11       | 回憶的沙漏 | 畫       | 畫       | 查克靠近 | Someday I’ll Fly | 情人        | 我的秘密   | 查克靠近   | 多遠都要在一起   | 畫         | 瞬間        | Someday I’ll Fly | 情人     | 倒流時間 | 回憶的沙漏 | 我的秘密   |
|          |                |            |          |                | 畫       |          |          |          |          | 11       |            |          |          | 超能力   |                |          | 冰河時代 |          | 情人     |          |            | 瞬間     |          | 回憶的沙漏 | 我的秘密 |                  | 我的秘密 |             |          |          | 偶爾     | 唯一        | 我的秘密 | 11       | 我的秘密    |          |               | Someday I’ll Fly | 我的秘密    |              | 我的秘密         | 等一個他   | 後會無期   |          | 不想回家 | 我的秘密 | 11         | 查克靠近 | 後會無期 | 我的秘密 | 後會無期         | 瞬間        | 畫         | 回憶的沙漏 | 畫               | 我的秘密   | 查克靠近    | 後會無期         | HELL     | 我的秘密 | 很久以後   | 18         |
|          |                |            |          |                |          |          |          |          |          |          |            |          |          |          |                |          | 情人     |          |          |          |            | 冰河時代 |          | 我的秘密   |          |                  |          |             |          |          | 11       | 11          |          | 畫       |             |          |               | 倒流時間         | 不想回家    |              |                  |            |            |          | 很久以後 | 畫       | 我的秘密   |          | 偶爾     | Fly Away |                  | 我的秘密    | 後會無期   | 不想回家   | Someday I’ll Fly | 回憶的沙漏 | 情人        |                  | 不想回家 | 查克靠近 | 11         |            |
|          |                |            |          |                |          |          |          |          |          |          |            |          |          |          |                |          |          |          |          |          |            | 我的秘密 |          |            |          |                  |          |             |          |          |          |             |          | 不想回家 |             |          |               | 不想回家         |             |              |                  |            |            |          | Fly Away |          |            |          | 不想回家 |          |                  |             | HELL       | 情人       | 不想回家         |            | All About U |                  | 我的秘密 |          | 不想回家   |            |
|          |                |            |          |                |          |          |          |          |          |          |            |          |          |          |                |          |          |          |          |          |            |          |          |            |          |                  |          |             |          |          |          |             |          |          |             |          |               |                  |             |              |                  |            |            |          |          |          |            |          |          |          |                  |             |            | 畫         |                  |            |             |                  |          |          |            |            |

- 在長沙、衡陽第二場演唱的泡沫為我是歌手升調版
- 由於北京場的審查制度較嚴格，因此北京場的VCR皆為無詞版、摩天動物園也因歌詞無法演唱
- 在巴黎——倫敦場中的清唱歌單<Draw>即英文版<畫>

- 在長沙第三場，劉聰作為觀眾登場
- 在佛山第二場，鄧紫棋為「現實中的秋」歌迷獻唱<Someday I’ll fly>
- 在天津尾場場結束後，鄧紫棋開啟了直播，並與李榮浩連線
- 在澳門第三場，張芸京和她的朋友作為觀眾登場
- 在澳門尾場，歐陽靖和謝霆鋒作為觀眾登場
- 在北京第一場，戴佩妮、乃萬、隊長、艾福傑尼、於文文、李晨、金玟岐、李榮浩、希林娜依·高、徐璐、白鹿、歐陽娜娜、孫耀威、陸虎、張顏齊、張含韻、張偉、萬妮達、棋手戰鷹、五條人和仁科等人作為觀眾登場
- 在北京第二場，劉天池、張大大、太一、荒井十一、梁潔和馮提莫作為觀眾登場
- 在北京第三場，孫穎莎、陳偉霆、車澈、孫楠、曾可妮、吳莫愁、王耀慶和楊笠作為觀眾登場
- 在北京尾場，黃大煒、鹿晗、王勉、張芸京、火星電台、陳銘、沈夢辰、劉維、孟美岐、VAVA、孫晨竣、華少、李佳隆和高瀚宇作為觀眾登場
- 在衡陽第二場，我是歌手總導演——洪濤作為觀眾登場
- 在貴陽第一場，隊長作為觀眾登場

## 爭議

### 貴陽站保安折斷大旗伤人事件
2025年6月1日，贵阳站第二场，内场VIP1区，Part 5 高潮歌曲《夜的尽头》演唱时，一位观众依照惯例挥舞大旗，佩戴保安全通证的现场工作人员曹坤将大旗掰断，使用断掉的旗杆划伤旗主，手肘部分大面积出血，同时也打到了其他邻座观众。受伤旗主到医院缝了10针。
事後，該場演唱會主辦方僅賠償醫藥費約2000元及退款演唱會門票。
该场地保安曾在鳳凰傳奇貴陽站期間被小紅書网友控訴态度恶劣及拿激光筆照射觀眾眼睛。

## 演唱會影音
演唱會單曲 

1. [I AM GLORIA]世界巡迴演唱會先導預告片 OFFICIAL TRAILER (4K)
G.E.M.I AM GLORIA 世界巡迴演唱會先導預告片 OFFICIAL TRAILER (4K) （页面存档备份，存于）